# Hieracium paltinae
Hieracium paltinae là một loài thực vật có hoa trong họ Cúc. Loài này được Javorka & Zahn mô tả khoa học đầu tiên năm 1911.